# Nowopołtawka (obwód chersoński)
Nowopołtawka (ukr. Новополтавка) – wieś na Ukrainie, w obwodzie chersońskim, w rejonie berysławskim, w hromadzie Kałyniwśke. W 2001 liczyła 430 mieszkańców, spośród których 369 wskazało jako ojczysty język ukraiński, 57 rosyjski, 1 węgierski, 2 białoruski, a 1 niemiecki.